# 미도리의 나날
《미도리의 나날(美鳥の日々 미도리노히비[*])》 쇼가쿠칸(小學館)의 '주간 소년 선데이'에 연재 중인 이노우에 카즈로의 만화를 원작으로 한 애니메이션으로 2004년 4월 4일부터 지바 TV를 비롯한 일본 전국 U국 계열 채널에서 방영됐다. 총 13편으로 구성되어 있다.
대한민국에서는 2005년 3월부터 투니버스에서 방영했다.

## 줄거리
악마의 오른손이라 불리는 불량학생 세이지.
하지만 그 소년을 좋아하지만 고백못하는 소녀가 있었는데...
그 소녀가 어느날 세이지의 오른손이 되어버렸다!
그 소녀는 바로 미도리.
세이지와 미도리의 위험한 동거가 시작된다.

## 목소리 출연
- 세이지 - 정명준
- 미도리 - 이지영
- 세아 - 이현진
- 린 - 김효선
- 슈이 - 최재익
- 고타 - 한신정
- 에리카 - 김효선
- 오삼 - 홍범기
- 시오리 - 한신정
- 미도리의 엄마 - 정유미
- 마키 - 정혜옥
- 마린 - 이용신
- 지골로 - 김기흥
- 니시선생 - 현경수
- 태풍 - 신용우
- 유라 - 주자영(9화)
- 최재호

### 주제가
여는 노래「센티멘탈」
노래: 김문선
엔지니어: 엄재성
녹음실: 스튜디오 집성전
음악감독: 김정아
닫는 노래
『조금만 더! 조금만 더!』
노래: 방주란
엔지니어: 엄재성
녹음실: 스튜디오 집성전
음악감독: 김정아

### 우리말 제작
- 번역: 김양희
- 넌리니어: 심정희
- 편집: 이지혜
- 녹음/믹싱: 조일오
- 연출: 최방옥
- 기획: Tooniverse
- 우리말 제작: Tooniverse